# Rivière Kipawa
Rivière Kipawa är ett vattendrag i Kanada.   Det ligger i provinsen Québec, i den sydöstra delen av landet, 300 km nordväst om huvudstaden Ottawa.

## Omgivningar
I omgivningarna runt Rivière Kipawa växer i huvudsak blandskog. Trakten runt Rivière Kipawa är nära nog obefolkad, med mindre än två invånare per kvadratkilometer.